# Humprechtshausen
Humprechtshausen ist ein Gemeindeteil von Riedbach im unterfränkischen Landkreis Haßberge in Bayern.

## Geografie
Das Kirchdorf liegt im westlichen Teil des Landkreises in der Übergangszone vom Haßgau zur Schweinfurter Rhön und etwa drei Kilometer vom Naturpark Haßberge entfernt. Der Riedbach, ein rechter Zufluss der Nassach (Main), fließt durch den Ort. Südlich von Humprechtshausen befindet sich die Bundesstraße 303. Die Kreisstraßen HAS 5 und HAS 61 führen durch den Ort.

## Geschichte
Der Ortsname geht vielleicht auf den Gründer, die Person „Humerat-Humprecht“ zurück. Die Erstnennung war 814 als „Humperatshusan“ in einer Schenkungsurkunde des Klosters Fulda.
Ab dem 10. Jahrhundert gehörte Humprechtshausen zum Besitz der Henneberger. Im Jahr 1230 kam es lehensweise an das Hochstift Würzburg und war wegen mehrerer Adelsherrschaften ein Ganerbendorf. Kreuzthal und die Windenmühle waren Gemeindeteile.
Anfangs gehörte Humprechtshausen zur Pfarrei Wettringen und kam dann zu der neugegründeten Pfarrei Mechenried sowie zum Gericht Rottenstein. Zu Beginn des 17. Jahrhunderts hatte Humprechtshausen 18 Häuser und 490 Einwohner. Während des Dreißigjährigen Krieges lag das Dorf größtenteils wüst. 1662 gab es eine Schule mit einem ständigen Lehrer. 1696 erwarb das Hochstift Würzburg von Sachsen-Hildburghausen Untertane und Rechte in Humprechtshausen.
1862 wurde die Landgemeinde Humprechtshausen, bestehend aus den beiden Orten Humprechtshausen und Kreuzthal in das neu geschaffene bayerische Bezirksamt Haßfurt eingegliedert. 1871 zählte der Hauptort Humprechtshausen 500 Einwohner. Im Jahr 1900 hatte die 1589 Hektar große Landgemeinde 558 Einwohner, von denen 538 katholisch und 20 evangelisch waren, und 105 Wohngebäude. Das Kirchdorf Humprechtshausen hatte 474 Einwohner und 90 Wohngebäude. Die zuständige katholische Pfarrei befand sich im 4,5 Kilometer entfernten Mechenried; die katholische Bekenntnisschule war im Ort. 1925 zählte der Hauptort 440 Personen und 88 Wohngebäude. Die Protestanten gehörten zur Pfarrei Rügheim.
1950 hatte das Kirchdorf 593 Einwohner und 88 Wohngebäude. Im Jahr 1961 zählte der Ort Humprechtshausen 460 Einwohner und 96 Wohngebäude. 1970 waren es 484 und 1987 484 Einwohner sowie 121 Wohngebäude mit 136 Wohnungen.
Am 1. Juli 1972 wurde im Rahmen der Gebietsreform in Bayern der Landkreis Haßfurt aufgelöst und Humprechtshausen kam zum Haßberg-Kreis. Am 1. Mai 1978 folgte die Eingemeindung der Gemeinde nach Riedbach. Humprechtshausen wurde Sitz des Bürgermeisters.
Seit 1997 veranstaltet der VfB Humprechtshausen auf dem Waldsportplatz das Rockfestival Rock im Wald.

## Baudenkmäler

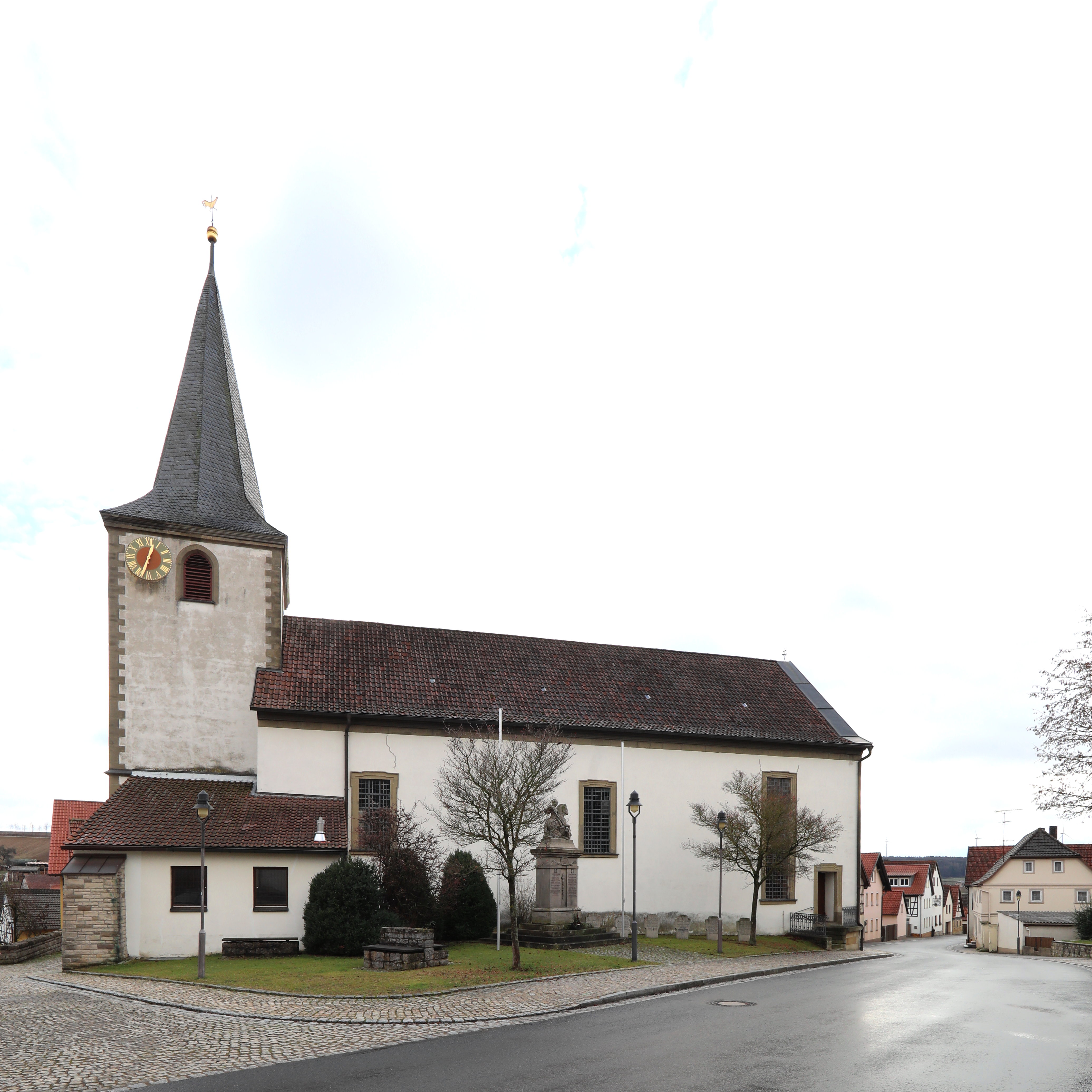
St. Maria Magdalena

In der Bayerischen Denkmalliste sind insgesamt 15 Baudenkmäler aufgeführt.
Die katholische Kuratiekirche St. Maria Magdalena hat eine mit Werkstein gegliederte Fassade. Der unten nachgotische Chorturm stammt im Kern aus dem 16. Jahrhundert und hat ein Spitzhelmdach. Das klassizistische Langhaus stammt aus dem Jahr 1818 und ist ein Saalbau mit einem Satteldach.